# Historia Kopciuszka
Historia Kopciuszka (ang. A Cinderella Story) – amerykańska komedia romantyczna z 2004 z Hilary Duff i Chadem Michaelem Murrayem w rolach głównych. Scenariusz jest oparty na znanej baśni o Kopciuszku, jednak w tej wersji zgubą jest telefon komórkowy, a nie – jak w baśni – pantofelek.

## Obsada
- Hilary Duff – Sam Montgomery
- Chad Michael Murray – Austin Ames
- Jennifer Coolidge – Fiona Montgomery
- Dan Byrd – Carter Farrell
- Regina King – Rhonda
- Julie Gonzalo – Shelby Cummings
- Andrea Avery – Gabriella
- Madeline Zima – Brianna
- Kevin Kilner – Andy Ames (tata Austina)
- Whip Hubley – Hal Montgomery (tata Sam)
- Hannah Robinson – Młoda Sam
- Lilli Babb – Młoda Gabriella
- Carlie Westerman – Młoda Brianna
- Lin Shaye – pani Wells
- John Billingsley – pan Rothman
- Mary Pat Gleason – Eleanor
- Brad Bufanda – David

## Fabuła
Samantha Montgomery do 8 roku życia mieszkała ze swoim owdowiałym ojcem w Kalifornii. Jej ojciec otworzył bar, który nazwał swoim imieniem. Pewnego dnia w barze poznał swoją przyszłą żonę – Fionę. W 1994 w Kalifornii trzęsienie ziemi zabija ojca Sam. Ponieważ nie znaleziono testamentu Hala Montgomery, wszystko, co do niego należało, należy teraz do jego żony. Sprawuje też ona opiekę nad 8-letnią Sam. Po ośmiu latach Sam, już jako licealistka, dalej znosi gniew swojej macochy i zachcianki swych przyrodnich sióstr – Gabrielli i Brianny. Jednocześnie pracuje w barze swego ojca, który Fiona zamieniła w różową kawiarenkę. Sam zatrudniona jest tam jako kelnerka. Dziewczyna zwierza się swojemu przyjacielowi Carterowi, że mailuje z tajemniczym wielbicielem z ich liceum. Tajemniczy chłopak razem z Sam chce iść na Uniwersytet Princeton. Pewnego wieczoru w liceum odbywa się bal halloweenowy, na którym okazuje się, że jej tajemniczym wielbicielem jest Austin Ames – rozgrywający zespołu piłkarskiego, najpopularniejszy chłopak w szkole, który do niedawna spotykał się z jej wrogiem, Shelby. Austin proponuje Sam, by na imprezie halloweenowej spotkali się oko w oko, jednocześnie na kilka godzin przed imprezą zrywa z Shelby. Jednak Fiona zmusza dziewczynę, by tego dnia aż do północy pracowała w kafejce. Rhonda, mentor Sam i jej koleżanka z pracy, oraz Carter pomagają Sam, mimo zakazu Fiony, udać się na bal. Wymyślają dziewczynie wspaniałe przebranie – Kopciuszka. Ubierają ją w śliczną maskę i olśniewającą suknię ślubną Rhondy. Sam przyczepia do buta telefon z nastawionym budzikiem na 15 minut przed północą, by o północy zdążyć wrócić do kafejki i uniknąć gniewu macochy. Dziewczyna spotyka swojego tajemniczego wielbiciela pośrodku sali tanecznej. Jest zaskoczona, że mailowała z Austinem Amesem. Para tańczy w altanie. Austin zadaje Sam 10 pytań, ale dziewczynie udaje się nie ujawnić swojej tożsamości. W tym czasie Carter przebrany za Zorro ratuje Shelby z rąk Davida (jednego z kolegów Austina), który nachalnie podrywał dziewczynę. Carter i Shelby całują się. Austin ma właśnie zdjąć maskę Sam, gdy jej telefon komórkowy daje sygnał, że czas wracać do kafejki. Dziewczyna zostawia swojego wielbiciela, który nie dowiedział się, z kim przetańczył bal. Austin i Sam zostają królem i królową balu, lecz dziewczyna nie ma na to czasu – chce jak najszybciej wrócić do kafejki. Dziewczynie udaje się znaleźć Cartera i razem uciekają z balu. Przy wyjściu z sali Sam przypadkowo upuszcza swój telefon. Austin, który biegł za dziewczyną, podnosi telefon i ma nadzieję, że dowie się, kim ten Kopciuszek jest. Sam następnego dnia udaje się do szkoły sądząc, że Austin zapomniał o niej. Myliła się. Chłopak w całej szkole rozwiesił plakaty, w których prosi, by ktokolwiek widział Kopciuszka, dał mu znać. Dziewczyna oznajmia Carterowi, że jeśli on powie Shelby, że był Zorrem, ona powie Austinowi, że była Kopciuszkiem. Carter zgadza się i rozmawia z Shelby, lecz ona go odrzuca. Po południu przyrodnie siostry Samanthy myszkują w jej komputerze i czytają całą korespondencję Sam i Austina. Postanawiają podszyć się pod nią, lecz ten plan zawodzi. Przyrodnie siostry dziewczyny przy całej szkole wystawiają okrutną parodię spotkania Sam i Austina. Ujawniają, że Austin nie chce iść na uniwersytet, który wybrał mu ojciec, chce natomiast iść na Uniwersytet Princeton razem z tajemniczym Kopciuszkiem. Gabriella i Brianna ujawniają też, że Kopciuszek to Samantha Montgomery, dziewczyna pracująca w kafejce swojej macochy jako kelnerka. Zraniona i upokorzona Sam wraca do domu. W pewnym momencie do jej pokoju wchodzi Fiona, dając dziewczynie list z Princeton, w którym pisze, że nie dostała się na uniwersytet. Był to oczywiście spreparowany list. W rzeczywistości Sam dostała się na uniwersytet, lecz jej macocha nie chce stracić służącej i razem z córkami preparuje list, a prawdziwy wyrzuca do śmieci. Następnego dnia w kawiarni Gabriella i Brianna trzaskając drzwiami, powodują spadnięcie ze ściany gitary Elvisa, która odsłania pewien cytat. Do kafejki wchodzi Fiona. Siostry zrzucają całą winę na Sam. Dziewczyna czyta na głos cytat i oznajmia, że ma dość paskudnego traktowania jej przez Fionę, mówiąc, że rzuca pracę i wyprowadza się od macochy. Dziewczyna zamieszkuje z Rhondą. Pracę porzuca nie tylko Sam, lecz także Rhonda i co drugi pracownik kafejki. Goście opuszczają lokal. Kilka minut przed rozpoczęciem ważnego meczu futbolu amerykańskiego, Sam wpada do szatni chłopców. Mówi Austinowi, że ma dosyć czekania na niego, a dokładnie: „Czekanie na ciebie jest jak czekanie na deszcz w tę suszę, długie i bezsensowne”. Opuszcza szatnię i z Carterem udaje się na mecz. Podczas przerwy w grze Shelby oznajmia innym cheerleaderkom, że wkrótce znowu zostanie dziewczyną Austina. Chłopak zauważa Sam na trybunach i jej obecność dodaje mu otuchy. Został ostatni punkt do zdobycia. Jeśli Austin zdobędzie bramkę, jego drużyna wygra. Rozpoczyna się decydujące starcie, lecz chłopak zauważa, że Sam opuszcza stadion. Porzucając drużynę, biegnie w jej stronę. Nagle zatrzymuje go jego własny ojciec, mówiąc, że w ten sposób marnuje swoje marzenia. Chłopak mówi ojcu, że to nie są jego marzenia, tylko marzenia jego ojca. Austinowi udaje się zatrzymać Sam. Godzą się i zaczynają całować. Nagle rozpadał się deszcz. Była wielka ulewa, a Austin i Sam cieszyli się ze swego szczęścia. W końcu Sam znajduje testament swego ojca. Był ukryty w książce z bajkami, które ojciec czytał Sam na dobranoc. W testamencie było napisane, że dom, kafejka i wszystko, co posiadał Hal Montgomery, należy do jego córki. Fiona zostaje przesłuchana przez prokuraturę. Zostaje jej postawiony zarzut zatajenia testamentu jej męża, gdyż w testamencie był podpis Fiony, która była świadkiem powstania testamentu. Przyrodnim siostrom Samanthy udaje się w śmietniku odnaleźć prawdziwy list z Princeton. Sam przywraca kafejce taty dawny wygląd. Fiona i jej córki dostają karę pracowania na rzecz społeczeństwa w kafejce Sam, pod czujnym okiem Rhondy. Carter dostaje rolę w reklamie i znajduje sobie dziewczynę – prowadzącą szkolne radio Astrid. Austin oddaje Sam jej telefon. Para wyjeżdża na Uniwersytet Princeton, rozpoczynając swoje nowe, lepsze życie.